# ATP Challenger Kopenhagen
Der ATP Challenger Kopenhagen (offiziell: Copenhagen Challenger) war ein Tennisturnier, das 1988 und 1989 in Kopenhagen, Dänemark, stattfand. Es gehörte zur ATP Challenger Tour und wurde in der Halle auf Teppich gespielt.

## Liste der Sieger

### Einzel
| Jahr | Sieger           | Finalgegner     | Ergebnis |
| ---- | ---------------- | --------------- | -------- |
| 1989 | Milan Šrejber    | Marc Rosset     | 7:5, 7:6 |
| 1988 | Derrick Rostagno | Alex Antonitsch | 6:3, 6:1 |

### Doppel
| Jahr | Sieger                        | Finalgegner                    | Ergebnis |
| ---- | ----------------------------- | ------------------------------ | -------- |
| 1989 | Nicklas Kulti Magnus Larsson  | Alex Antonitsch Ronnie Båthman | 6:3, 6:2 |
| 1988 | Gilad Bloom Wojciech Kowalski | Peter Bastiansen Peter Flintsø | 7:6, 7:5 |